# Line Knutzonová
Line Knutzonová je dánská herečka a dramatička. Narodila se v roce 1965 ve městě Odense. Její otec a dědeček byli divadelními režiséry. Ve 13 letech vstoupila do Komunistické strany mládeže Dánska. Její prvotinou je Tříska v srdci (Splinten i hjertet) z roku 1991. V roce 1993 byla zaměstnána jako kmenová dramatička v divadle Bådteatret. Výrazná je také její spolupráce se souborem Dr. Dante, založeným Nikolajem Cederholmem.
Má čtyři děti, Fridu a Louise s hercem Martinem Brygmannem a dvojčata Karla-Frederika a Roberta s taktéž hercem Peterem Reichardtem.
Line Knutzonová je označována za nejvýznačnější představitelku tzv. Generace X nebo také Školkové generace. Tu tvoří autoři narození v šedesátých a sedmdesátých letech, kteří měli, jako jedni z prvních, možnost chodit do školky.
V jejích hrách je zřetelná inspirace absurdním dramatem, zejména Samuelem Beckettem. Tento směr bývá označován jako postabsurdní drama. Vyznačuje se nejasně definovatelným časem a prostorem, chybějícími jasně danými zápletkami a postavami bez vykreslené psychologie.
Jazyk Line Knutzonové přebírá řeč televize, reklam, bulváru, představující vyprázdněnost lidské existence. Její hrdinové jsou často outsideři, jsou dětinští, infantilní, obvykle někoho hledají. Výrazným rysem her je grotesknost.
Line Knutzonová bývá často přirovnávána k autorům Jessu Ørnsboovi a Helle Helle. Ona sama přiznává inspiraci dílem Pera Højholta.
V České republice byla uvedena její hra Řemeslníci ve Švandově divadle (Režie: Daniel Hrbek, překlad: František Fröhlich, premiéra 10. 12. 2011).

## Výběr z tvorby
- Tříska v srdci (Splinten i hjertet), 1991
- Neviditelní přátelé (De usynlige venner), 1992
- Nejdřív se člověk přece narodí (Først bli´r man jo født), 1994
- Čas se brzy naplní (Snart kommer tiden), 1998
- Torben dvounohý (Torben toben), 2000
- Tak to je nové (Det er sa det nye), 2001
- Řemeslníci (Håndværkerne), 2008